# Juan Jorquera
Juan de Dios Jorquera Bascuñan (ur. 8 lipca 1894 w Santiago, zm. 29 sierpnia 1973 w Quilicura) – chilijski lekkoatleta, długodystansowiec.
Brał udział w biegu maratońskim podczas Igrzysk Olimpijskich 1920, który ukończył na 33. miejscu z czasem 3:17:47,0.
Zwyciężył w biegu na 5000 metrów i biegu na 10 000 metrów na mistrzostwach Ameryki Południowej w 1920 w Santiago